# Grotte de Grapčeva
La grotte de Grapčeva (Grapčeva spilja) est une grotte typique dans la roche de l'île de Hvar en Dalmatie, avec de belles stalactites et stalagmites, et représente l'un des sites archéologiques les plus importants en Croatie. Cette grotte n'est accessible qu'à pieds depuis le village de Humac. Généralement, l'entrée de la grotte est fermée, et la visite n'est autorisée qu'avec un guide. Les excursions partent du village de Humac.
Des découvertes archéologiques, en particulier des céramiques gravées et colorées, donnent des indications sur la culture de l'île pendant le néolithique, entre le 5e et le 3e millénaire avant J.C. ainsi que leurs liens avec d'autres personnes des actuelles Sicile et Grèce. Cette grotte n'était pas utilisée pour vivre, mais pour la pratique du culte.

## Sources
- Grapceva cave